# Vånga kontrakt
Vånga kontrakt var ett kontrakt inom Svenska kyrkan i Skara stift. Kontraktet upphörde 31 december 1961.

## Administrativ historik
Kontraktet bildades 1884 och vid upplösningen övergick församlingarna enligt nedan
till Domprosteriet
- Norra Vånga församling
- Edsvära församling
- Kvänums församling

till Falköpings kontrakt
- Vilske-Kleva församling
- Ullene församling
- Bjurums församling
- Gökhems församling
- Marka församling
- Sörby församling
- Floby församling
- Göteve församling
- Trävattna församling
- Hällestads församling

till Barne kontrakt
- Larvs församling
- Längjums församling
- Tråvads församling
- Bitterna församling
- Laske-Vedums församling
- Elings församling
- Södra Lundby församling
- Essunga församling
- Lekåsa församling
- Barne-Åsaka församling
- Fåglums församling
- Kyrkås församling